# Psarisomus
Psarisomus is een monotypisch geslacht van zangvogels uit de familie breedbekken en hapvogels (Eurylaimidae). De enige soort is:
- Psarisomus dalhousiae  – Papegaaibreedbek